# Леотта, Дилетта
Джулия Дилетта Леотта (итал. Giulia Diletta Leotta, родилась 16 августа 1991 года в Катании) — итальянская теле- и радиоведущая.

## Биография
Отец — Рори Леотта, гражданский юрист, мать — Офелия Касторина. Сотрудничество с телеканалом Antenna Sicilia начала в возрасте 17 лет. Окончила школу с углублённым изучением языков, в 2015 году окончила Международный свободный университет социальных исследований имени Гвидо Карли.
В возрасте 15 лет Дилетта приняла участие в конкурсе «Мисс Муретто 2006», а спустя три года участвовала в Мисс Италия 2009, но не прошла предварительный отбор. В возрасте 19 лет в 2010 году приняла участие в 11-м фестивале новой сицилианской песни (показан по Antenna Sicilia), а также стала участницей развлекательной программы Insieme. В 2011 году перешла на Mediaset, вела выпуск Il compleanno di La5 на телеканале La5. С 2012 года вела прогноз погоды на Sky Meteo 24, а в том же году была ведущей ежедневной программы Come giochi? по техасскому покеру на POKERItalia24. С 2014 года ведущая шоу талантов RDS Academy на Sky Uno.
7 февраля 2017 года Дилетта вела первый день фестиваля в Сан-Ремо. С 31 октября 2017 года вела программу 105 Take Away на Radio 105 с Даниэле Баттальей и Аланом Калиджури; в апреле—августе 2018 года её соведущей была с Аида Йеспика. В июле 2018 года ушла со Sky Sport, хотя была представлена как ведущая 4-го сезона реалити-шоу Il contadino cerca moglie, запланированного на осень. В том же году вместе с Франческо Факкинетти Леотта вела конкурс Мисс Италия 2018, показанный на канале La7 (конкурс выиграла Карлота Маджорана.
В 2020 году Леотта стала вместе с Амадеусом соведущей 70-го фестиваля в Сан-Ремо.

### Спортивная телеведущая
На телеканале Sky Sport Леотта была корреспондентом матчей Серии Б на итальянском Sky Sport вместе с Джанлукой ди Марцио и Лукой Маркеджани; присутствовала на матчах с сезона 2015/2016, транслировавшихся на Sky Sport 1. В 2016 году вместе с Иларией Д’Амико — соведущая специальных выпусков, посвящённых чемпионату Европы во Франции.
В январе 2017 года заменила рэпера Эмиса Киллу в программе Goal Deejay. С сезона 2018/2019 Дилетта — корреспондент на бровке матчей Серии А для спортивного стримингового сервиса DAZN.

### Личная жизнь
В 2016—2019 годах Дилетта встречалась с итальянским боксёром Даниэле Скардина, а в 2021 году —  с турецким актером Джаном Яманом (они познакомились с родителями друг друга, но в том же году расстались). С октября 2022 года встречалась с футбольным вратарём Лорисом Кариусом. В марте 2023 года она сообщила, что беременна от Кариуса. 16 августа 2023 года в свой день рождения Дилетта родила дочь, которую назвала Ария.

## Телепередачи
- Мисс Италия 2009[итал.] (Rai 1) — участница
- 11-й фестиваль новой сицилийской песни[итал.] (Antenna Sicilia, 2010)
- Insieme[итал.] (Antenna Sicilia, 2010-2011)
- Il compleanno di La5 (La5[итал.], 2011)
- Sky Meteo 24[итал.] (2012-2015)
- Come giochi? (POKERItalia24[итал.], 2012)
- RDS Academy[итал.] (Sky Uno[итал.], 2014)
- Sky Serie B (Sky Sport 1, 2015-2018)
- Чемпионат Европы по футболу 2016 (Sky Sport 1)
- Goal Deejay (Sky Sport 1, 2017-2018)
- Il contadino cerca moglie[итал.] (Fox Life[итал.], 2018)
- Gazzetta Sports Awards[итал.] (La7, 2018)
- Мисс Италия 2018[итал.] (La7)
- Товарищеский матч Италия — Китай (Mediaset Extra[итал.], Rai 5, 2019)
- W Radio Playa Rimini (Italia 1, 2019)
- Gran Galà del calcio AIC[итал.] (Sky Sport Serie A[итал.], 2019)
- Фестиваль в Сан-Ремо 2020[итал.] (Rai 1) — соведущая 1-го и 5-го выпусков (финал)

### Web TV
- Diletta Gol (DAZN, 2018—2019)
- Diletta Gol in campo (DAZN, с 2019)
- Linea Diletta (DAZN, с 2019)
- DAZN Calling (DAZN, 2020)
- Celebrity Hunted: Caccia all'uomo[итал.] (Amazon Prime Video, 2021) — участница

## Реклама
- DAZN (2018)
- Youth Milano (2018)
- Kia Motors (2018—2019)
- Wind Tre[итал.] (2019)
- Parmigiano Reggiano (2019)
- Intimissimi (с 2019)
- UPower (с 2020)